# Валатка, Римвидас
Римвидас Валатка (лит. Rimvydas Valatka; род. 19 декабря 1956, Шаманка, Иркутская область) — советский и литовский журналист, обозреватель, публицист и общественный деятель. Редактор еженедельника «Atgimimas» (1990—1991). Депутат Верховного Совета Литовской Республики (1990—1992). Главный редактор газеты и новостного портала «15min» (2012—2015). Редактор и директор журнала «Veidas» (2015—2016).

## Биография
Римвидас Валатка родился 19 декабря 1956 года в селе Шаманка Иркутской области. В 1975 году окончил среднюю школу в Паланге. В 1980 году окончил исторический факультет Вильнюсского государственного педагогического института по специальности «учитель истории».
С 1978 по 1987 год работал в лаборатории Вильнюсского государственного педагогического института и одновременно был редактором газеты «Tarybinis pedagogas» (с лит. — «Советский педагог»). С 1982 по 1983 год работал корреспондентом «Valstiečių laikraštis» (с лит. — «Крестьянская газета»). С 1983 по 1987 год работал в отделе информации газеты «Tiesa» (с лит. — «Правда»). В 1987—1990 годах работал заместителем главного редактора еженедельника «Gimtasis kraštas». В 1989 году он был избран заместителем председателя правления Союза журналистов Литвы. С 1989 по 1990 год состоял в КПСС.
С 1990 по 1992 год был депутатом Верховного Совета Литовской Республики. В 1990 году подписал «Акт о восстановлении государственности Литвы». С 1990 по 1991 год работал редактором еженедельника «Atgimimas» (с лит. — «Возрождение»).
В 1992 годы баллотировался в Сейм Литовской Республики. С 1992 по 2012 год был заместителем главного редактора ежедневной газеты Lietuvos rytas, а также редактором интернет-портала «lrytas.lt». С 2012 по 2015 год работал главным редактором газеты и новостного портала «15min». С 2015 по 2016 год работал редактором и директором журнала «Veidas». В 2017 году получил пост главного редактора информационного агентства ELTA, но проработав там один день, он покинул этот пост. Валатка также ведёт недельные программы на телеканале «Info TV» и на радиостанции «Žinių radijas».
В 2018 году на 5 лет был внесён в список невъездных в Россию.
Специалист в областях литовской политики и литовской журналистики.

## Награды
- Орден Великого князя Литовского Гядиминаса 3-го класса (2000)[8]
- Медаль Независимости Литвы (2000)